# Белогорка (Херсонская область)
Белого́рка (укр. Білогірка) — село в Великоалександровской поселковой общине Бериславского района Херсонской области Украины.

## Географическое положение
Село находится у побережья реки Ингулец.
Ещё село находится в 4,4 км от села Давыдов Брод, в 2,1 км от села Белая Криница, в 4,7 км от села Сухой Ставок, в 16 км от центра общины пгт Великая Александровка и в 67 километрах от областного центра города Херсон.

## Население
Население по переписи 2001 года составляло 135 человек.

### Языковой состав
Родной язык населения по данным переписи 2001 года:
| Язык       | Численность, чел. | Доля     |
| ---------- | ----------------- | -------- |
| Украинский | 134               | 99,26 %  |
| Другое     | 1                 | 0,74 %   |
| Итого      | 135               | 100,00 % |

## История
В ходе вторжения России в Украину, село было оккупировано ВС РФ, с июля 2022 на территории и в окрестностях населенного пункта шли активные бои. 12 сентября 2022 года Вооружённые силы Украины восстановили контроль над селом в ходе контрнаступления в Херсонской области.